# Pekel A (rivier)

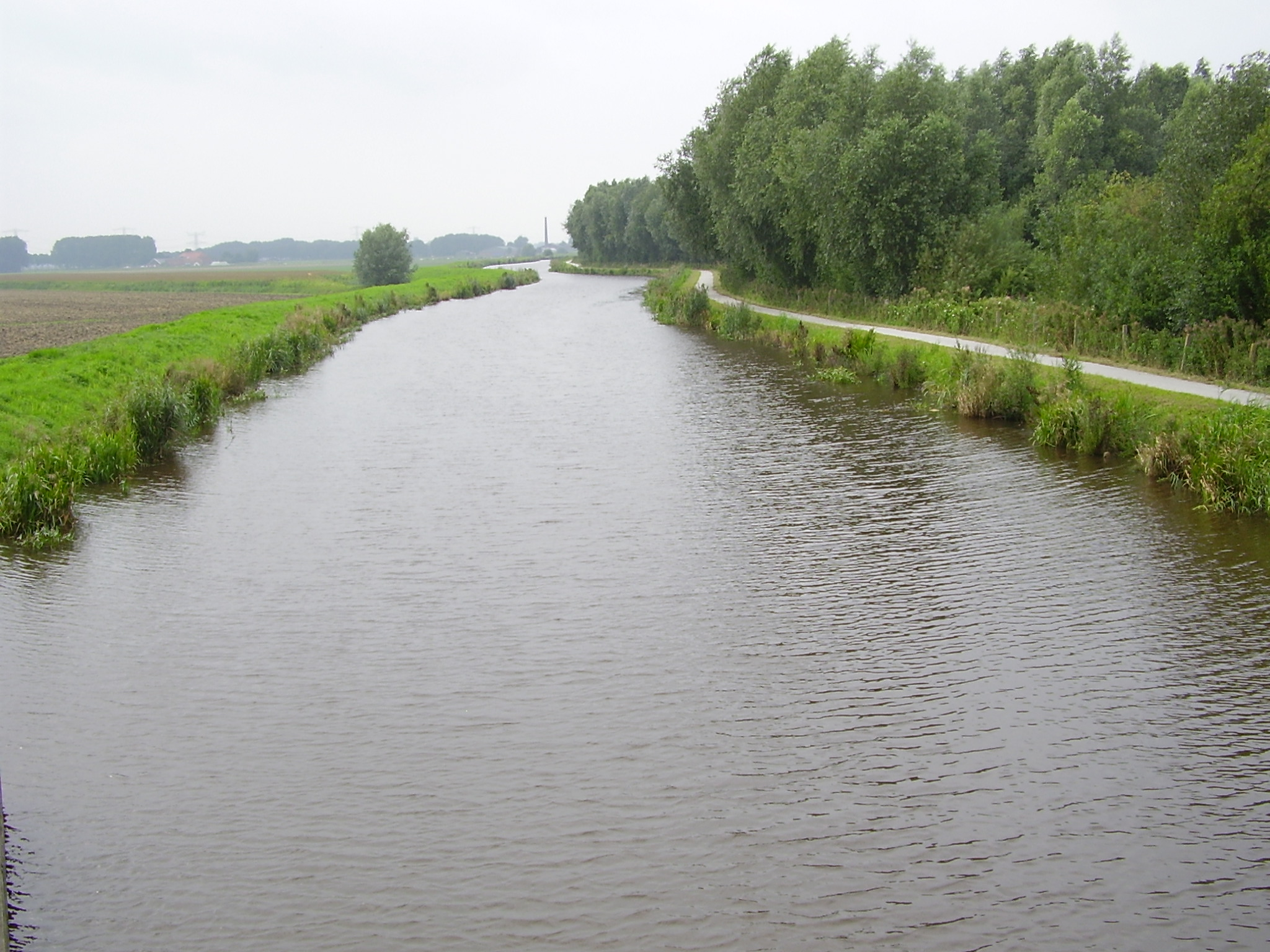
De Pekel A bij Zuiderwuppen ten zuiden van Winschoten

De Pekel A (ook Pekel Aa, Pekel Æ) is een veenrivier in Oost-Groningen, die de voortzetting vormt van het Pekelderdiep. De Pekel A stroomt van Oude Pekela naar De Bult (ten oosten van Winschoten), waar hij zich verenigt met de Westerwoldse Aa. De rivier is de naamgever van de dorpen Oude Pekela, Nieuwe Pekela en Boven Pekela. Het Pekelderdiep vormde oorspronkelijk de bovenloop van de Pekel A, maar werd in de 18e en 19e eeuw gekanaliseerd. De oorsprong van de veenrivier lag in het Hoetmansmeer ten westen van het huidige Boven Pekela.

## Geschiedenis
De naam Pekel A komt waarschijnlijk van het woord pekel ('met zout verzadigd water') en A verwijst naar 'een waterloop'; de Pekel A is dus 'de zilte stroom'. Door de inbraak van de Dollard verziltte de monding van het riviertje dat hier vanuit het hoogveen in zee stroomde.
Volgens een zestiende-eeuwse overlevering was al in 1418 de werking van eb en vloed tussen Winschoten en Blijham merkbaar. In 1427 gold de Ae voor het eerst als de begrenzing van het meest westelijke deel van het Reiderland (Reyderland op der wester zyd der Ee), dat later bij het Oldambt werd gevoegd. De Pekel A verenigde zich bij het voormalige eiland Ulsda met de Rensel en de Reider Ae (een voorloper van de Westerwoldse Aa) en liep vervolgens tussen Beerta en Ulsda naar zee. Een kaart uit 1616/17 tekent hier de Olde Reijder Ae alias de olde Pekel Ae. Een andere kaart noemt deze verdwenen rivierloop de Olde Rensel.
Omstreeks 1482 bouwde de stad Groningen een omgracht kasteel te Winschoter Zuiderveen bij de Pekele, aan de grens met Westerwolde, dat Pekelborg werd genoemd. Vrijwel gelijktijdig worden ook landerijen bij de Pekelbrugge en in Pekelham vermeld. Elders is sprake van de moerassen van het Peckelmoer en landerijen in die Pekel. De volledige naam Peekel Ae verschijnt pas in 1534 in de bronnen.
Rond 1500 bereikte de Dollard zijn grootste omvang. De zee wiste de oorspronkelijke loop van Rensel en Pekel A min of meer uit. In de loop van de zestiende eeuw viel het land rond de oude benedenloop weer droog door opslibbing en ontstond een brede vaargeul die de naam Pekel A kreeg. Later sprak men ook wel over landerijen inde Pekell Ae of upde Pekel Ae. Hieruit is de dorpsnaam Pekela ontstaan. Na de eerste bedijking omstreeks 1544 werd een sluis bij Winschoterhogebrug gebouwd, die bij volgende inpolderingen twee keer werd verplaatst. Omstreeks 1579 ontstond de latere nederzetting Winschoterzijl.
De bovenloop van de Pekel A fungeerde in de 16e eeuw als grens tussen de hoogveenmoerassen van het Oldambt en die van Westerwolde. Het Pekelder hoogveen werd begrensd door de Peekel Sloot, later Barkelazwet genoemd. Verder noordelijk (vanaf Winschoterzijl) werd de grens tussen beide landschappen gevormd door de Venekesloot (1562: Veenkensloot, 1634: Venkesloot). Deze sloot liep parallel aan de Pekel A, maar dan verder oostelijk tot voorbij de marke van Hoorn. Het gebied ten westen van de Venekesloot hoorde tot halverwege de 18e eeuw bij het kerspel Winschoten.
Nog in de 16e eeuw liep de Pekel A aan de westkant langs het eiland Ulsda en verenigde hij zich eerst verder stroomafwaarts met de (nieuwe) Westerwoldse Aa. Bij Winschoten nam hij het water van de Rensel op. Om een verbeterde afwatering te krijgen, groeven de WInschoters in 1596 een nieuwe vaargeul door de kwelders naar de Westerwoldse Aa bij De Bult. Deze doorbraak werd betiteld als de Nije Rensel. Het afgesneden deel werd daarna Heerensloot genoemd. Die was vooral belangrijk als grenssloot tussen Beerta en de stadsbezittingen op het voormalige eiland Ulsda.
Enkele meanders van de rivier in Oude Pekela werden rond 1600 afgesneden, andere delen werden rechtgetrokken. Het nieuwe kanaal kreeg later de naam Clocks Nieuwe Diep, naar de belangrijkste initiatiefnemer van de verveningen, Feike Alles Clock. De kronkelende oude loop werd voortaan Olde Aa genoemd. Die bleef de grens vormen tussen het Oldambt en Westerwolde. In de Pekel A kwamen meerdere schutsluizen of verlaten te liggen.
In 1728 werd de Pekel A verder gekanaliseerd en kreeg de naam Pekelderdiep of Pekelder Hoofddiep. De kanalisatie was nodig voor de scheepvaart en de waterafvoer. Hoe meer hoogveen ontgonnen werd, des te drukker werd het scheepvaartverkeer dat de turf afvoerde en mest uit andere streken aanleverde. Langs het kanaal ontstonden achtereenvolgens de dorpen Beneden Pekela (het huidige Oude Pekela), Nieuwe Pekela en Boven Pekela.
Het stroomgebied van de Pekel A werd in 1901 verenigd in het boezemwaterschap Pekel A, dat in 1986 opging in het Reiderzijlvest.

## Huidige situatie
Vanaf de Blijhamsterbrug in Oude Pekela stroomafwaarts draagt de rivier nog steeds de naam Pekel A. Even ten noorden van deze brug ligt de jachthaven. Een paar honderd meter stroomafwaarts, ter hoogte van de plek waar de Zuiderveense Hoofdwijk bij de Pekel A uitkomt, ligt de in 2007 aangelegde keersluis met gemaal in het riviertje. Deze keersluis gaat dicht bij een waterstand van 1,80 meter boven NAP (1,25 meter boven normaal). In zulke gevallen zorgt het gemaal naast de keersluis ervoor dat de bovenstrooms gelegen gebieden droog blijven. De Zuiderveense Hoofdwijk was voor 1990 rechtstreeks verbonden met de Pekel A en voor de scheepvaart toegankelijk. In de jaren tachtig is het gemaal Oude Pekela gebouwd waarmee deze waterloop en de omliggende landerijen worden bemalen. Op het gemaal staat het kunstwerk De Praam van Peter Huijgen. Deze bestaat uit een punterachtig vaartuig in een kooi. Het verbeeldt de triomf van de techniek over de natuur, waardoor de vrije stroming van het water in het hoogveen is verdwenen en de eens levendige scheepvaart over het riviertje teloor is gegaan, ingekooid als het ware.
Direct stroomafwaarts ligt het in 2007 aangelegde waterbergingsgebied Tusschenwegen dat bij een hoge waterstand in de Pekel A als buffergebied. Het is als natuurgebied ingericht en wordt beheerd door Staatsbosbeheer. Op de plek waar de Rensel uit Winschoten in Pekel A uitmondt ligt Winschoterzijl. Hier lag tot in de 19e eeuw een schans. Binnen deze schans bevond zich in die tijd de Lutherse kerk van Winschoten. Tegenwoordig is Winschoterzijl een natuurgebied tussen de A7 en de Pekel A, dat samen met de Zuiderwuppen, dat aan de andere over van de Rensel ligt, een lint van natuurgebieden langs de Pekel A vormt.
Langs de Pekel A, van Blijhamsterbrug tot de Bult, ligt een toeristisch fietspad, grotendeels over de voormalige jaagpaden. Het riviertje is bevaarbaar voor pleziervaart met een maximale diepgang van 2,5 meter (de toegang tot de jachthaven is maximaal 1,80 meter diep) en een maximale doorvaarthoogte van 2,60. De vaarweg is 7 meter breed.

## Externe links

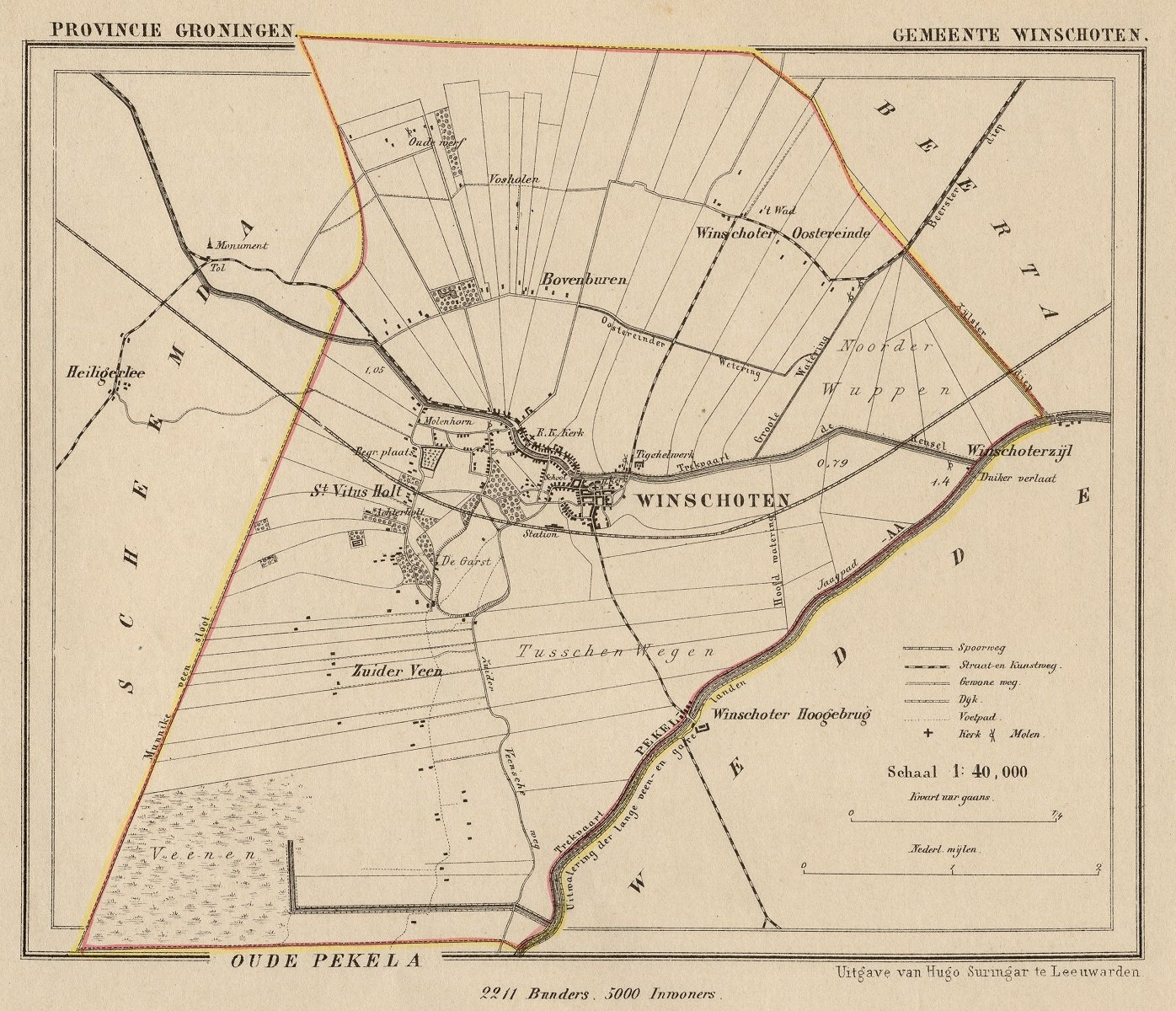
De Pekel A op een kaart uit ca. 1865
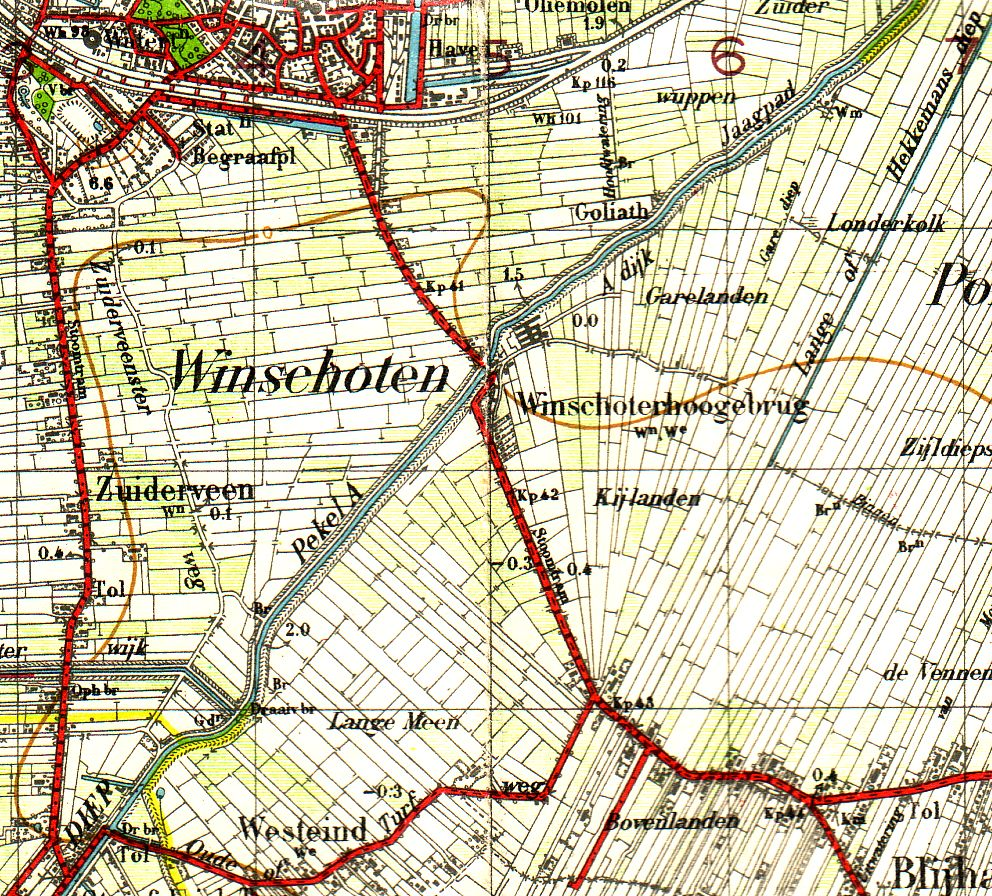
Pekel A vanaf de Blijhamsterbrug stroomafwaarts op de topografische kaart van 1933
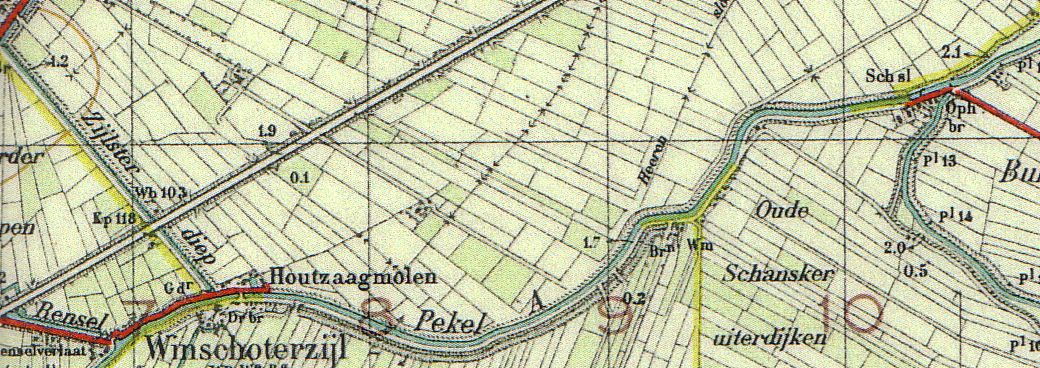
Benedenloop van de Pekel A tot aan de monding bij de Bult op de topografische kaart van 1933
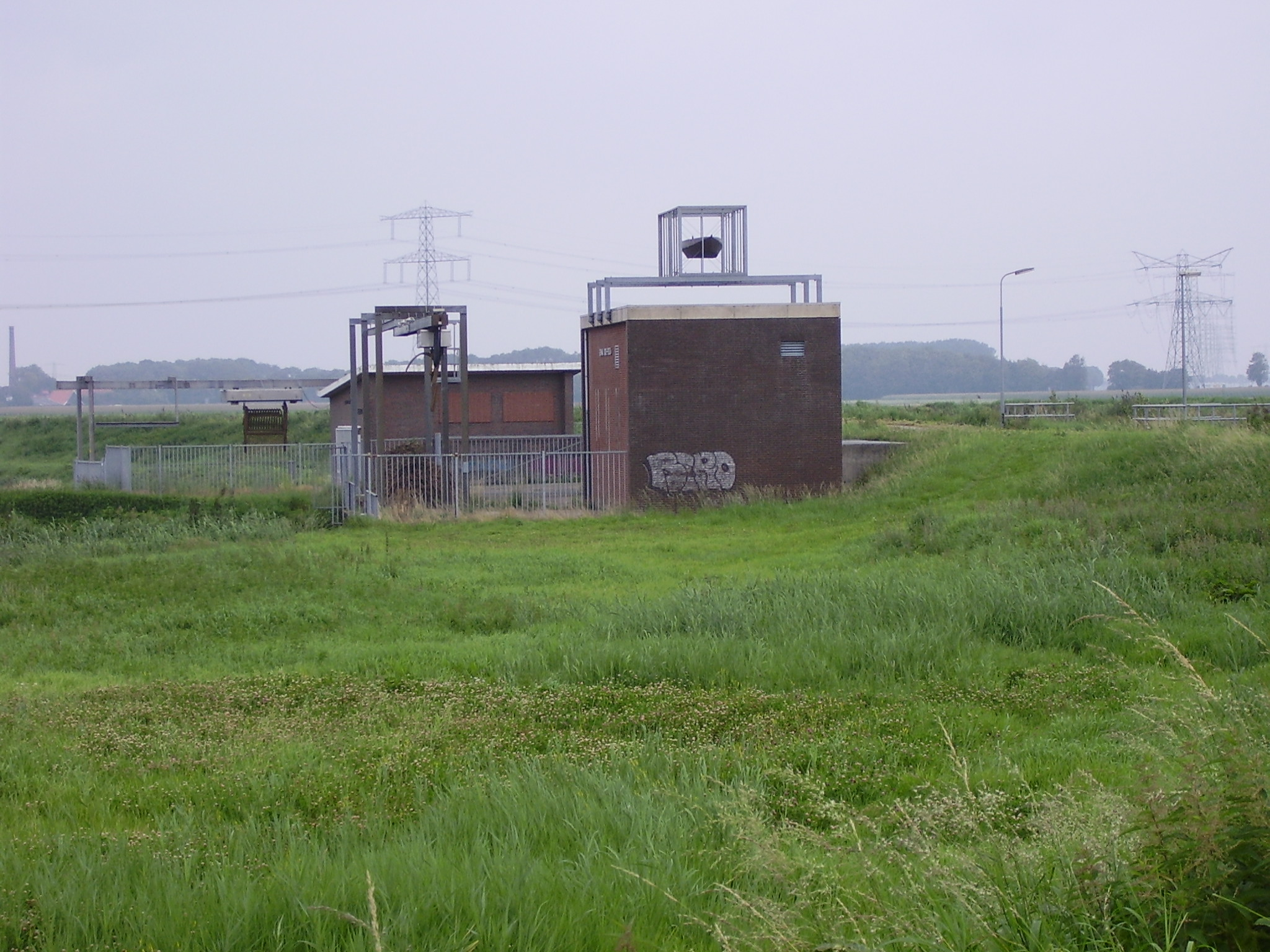
Gemaal Oude Pekela met kunstobject De Praam van Peter Huijgen